# Wieża widokowa na Koziarzu
Wieża widokowa na Koziarzu – turystyczna wieża widokowa na szczycie Koziarza (943 m) w Paśmie Radziejowej w Beskidzie Sądeckim.

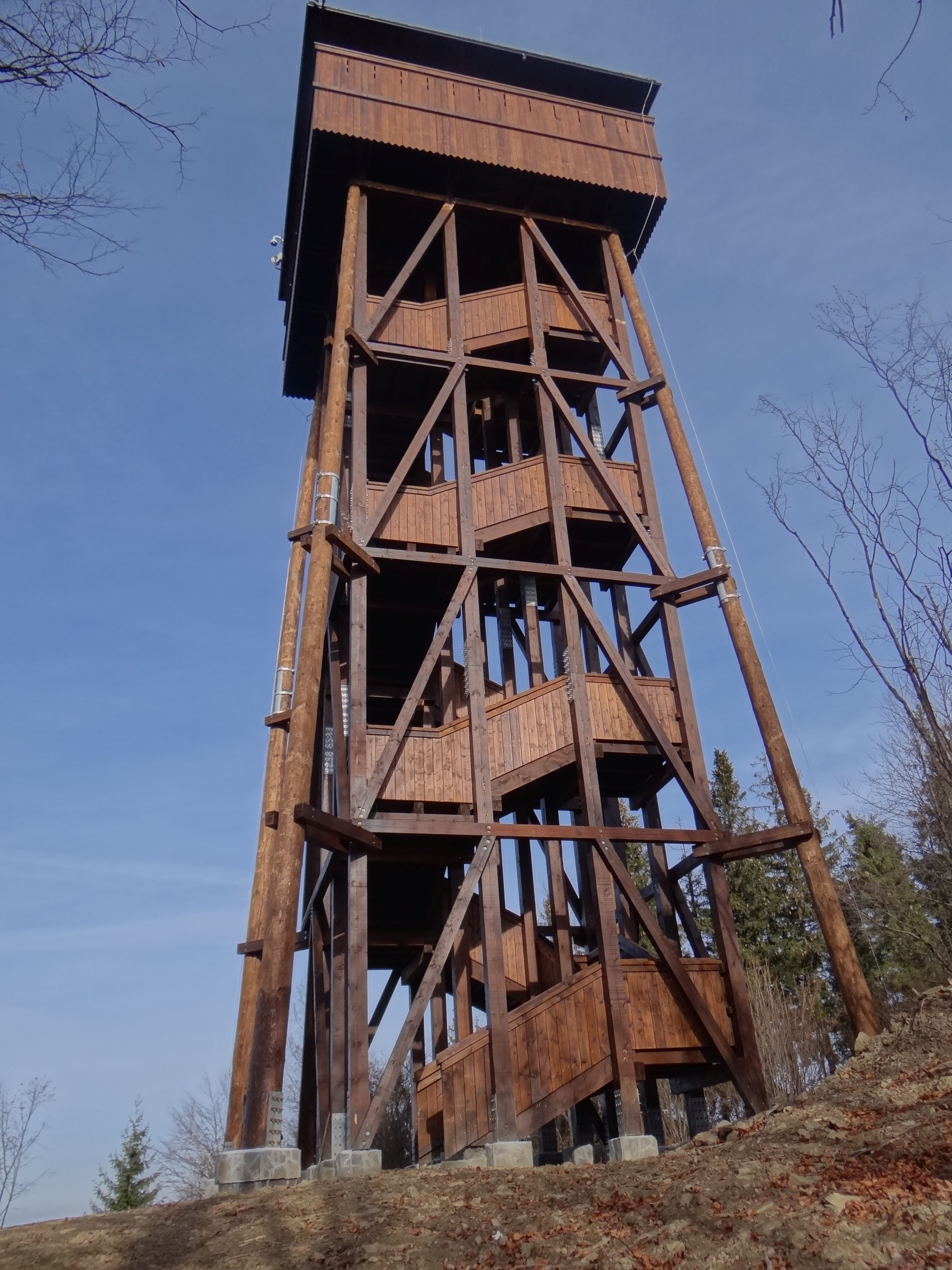

## Opis
W 2015 r. w ramach szerszego programu budowy wież widokowych i tras turystycznych w rejonie Koziarza wykonano i oznakowano nowe szlaki turystyki rowerowej i narciarskiej, a na Koziarzu wybudowano nową wieżę widokową. Ma drewnianą konstrukcję osadzoną na betonowym fundamencie. Dzięki całkowicie obudowanym schodom i tarasowi widokowemu mogą na nią wejść również osoby z lękiem wysokości. Początkowo planowano obudowanie narożników wieży drewnem, co zapewniałoby ochronę przed wiatrem i stylistycznie upodabniało ją do drewnianych kościołów gotyckich. Ostatecznie zrezygnowano z tego rozwiązania.
Na tarasie widokowym mieści się około 30 osób. Zabezpieczony jest drewnianą obudową, na wewnętrznych ścianach której umieszczono opisane panoramy widokowe. Obudowany i zadaszony taras widokowy w razie potrzeby może posłużyć turystom również jako schronienie przed niesprzyjającymi warunkami atmosferycznymi (np. deszczem). Ponadto na dachu wieży zamontowano kamery internetowe, dzięki czemu można na bieżąco śledzić panoramę widokową z wieży.
Wieża widokowa na Koziarzu znajduje się w granicach wsi Tylmanowa w województwie małopolskim, w powiecie nowotarskim, w gminie Ochotnica Dolna. Gmina ta wybudowała trzy inne wieże widokowe, położone już w Gorcach: wieża widokowa na Lubaniu, wieża widokowa na Gorcu i wieża widokowa na Magurkach. W Paśmie Radziejowej w Beskidzie Sądeckim można natomiast wejść jeszcze na wieżę widokową na Radziejowej.